# Coprinopsis cinerea
Coprinopsis cinerea (Jacob Christian Schäffer, 1774 ex Scott Alan Redhead, Rytas Vilgalys & Juan Rodriguez Moncalvo, 2001), sin. Coprinus cinereus (Jacob Christian Schäffer, 1774 ex Samuel Frederick Gray, 1821), din încrengătura Basidiomycota, în familia Psathyrellaceae și de genul Coprinopsis, este o ciupercă saprofită, în principiu necomestibilă, dar cu efecte antibiotice, fiind cunoscută în popor sub denumirea burete broștesc  Acest soi, se dezvoltă în România, Basarabia și Bucovina de Nord mai degrabă rar, crește solitar sau în grupuri mici, în diferite păduri și la marginea lor, adesea pe cioate, buturugi sau rădăcini de copaci subterane în putrefacție, de-a lungul drumurilor, prin câmpuri, parcuri, grădini și livezi, dar, de asemenea pe grămezi de gunoi, și pe cele de grajd. În același loc pot apărea mai multe serii succesive. Soiul se poate găsi de la câmpie la munte, timpul fructificației fiind din mai până în septembrie (octombrie).
Epitetul este derivat din cuvântul latin (latină cinis=cenușă, cenușa morților, praf), datorită aspectului exterior al ciupercii deja din tinerețe.

## Taxonomie
Numele binomial, Agaricus cinereus, a fost determinat de savantul german Jacob Christian Schäffer în volumul 4 al operei sale Fungorum qui in Bavaria et Palatinatu circa Ratisbonam nascuntur Icones din anul 1774, iar micologul englez Gray a transferat apoi specia corect la genul Coprinus sub păstrarea epitetului, de verificat în volumul 1 al marii sale lucrări A natural arrangement of British plants din 1821.
Valabilă însă este în momentul de față (2020) denumirea Coprinopsis lagopus, creată de micologii Scott Alan Redhead, Rytas Vilgalys și Juan Rodriguez Moncalvo și publicată în volumul 50 al jurnalului științific Taxon din 2001.
Toate ce multe alte încercări de redenumire, fie ca specie, fie ca variație, nu sunt folosite și astfel neglijabile.

## Descriere

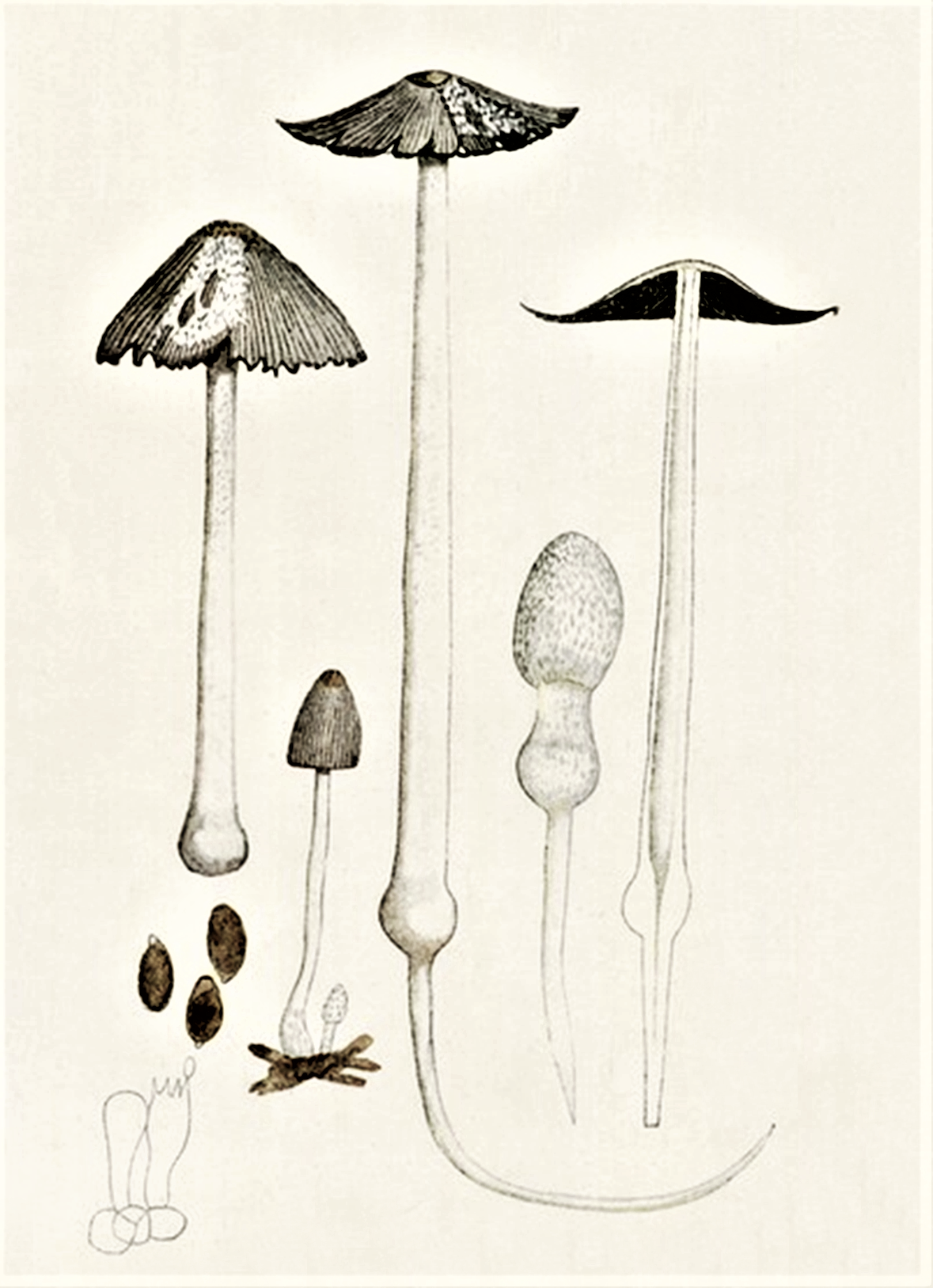
Bres.: Coprinus fimentarius

- Pălăria: are un diametru de 1-3 (4) cm și o înălțime de până la 7, chiar 10 cm, este inițial ovoidală, devenind apoi conică, subțire și cocoșată cu marginile din ce în ce mai extrem răsucite în sus, după ce începe să se dizolve rapid, astfel că după abia două zile nu mai rămâne nimic decât piciorul precum un rest membranos al pălăriei, cu marginea neagră și curbată. Cuticula cenușie este inițial acoperită de solzișori gri până deschis gri-albăstrui, cu cocoașa mică nuanțată brun, iar după pierderea învelișului, goală și brăzdată de numeroase caneluri subțiri radiale, până ce ciuperca se descompune într-un lichid negru.
- Lamelele: sunt foarte dese și înguste, aproape libere, fiind la început gri, apoi cenușii și în sfârșit negre, până ce se lichefiază în final ca pălăria.
- Piciorul: are o lungime de 5-10 cm și o lățime de 0,5-1 cm, este cilindric cu baza îngroșată, fragil și deja timpuriu complet gol pe dinăuntru. Suprafața cu un aspect flocos-solzos este albicioasă, în partea de jos, la margine, franjurată ocru. Prezintă de obicei o rădăcină miceliară lungă ce se scufundă adânc în substrat. Nu are un inel.
- Carnea: este subțire, moale și fragilă, cu un colorit albicios, devenind palid cenușiu după tăiere și care se dizolvă în timpul avansării în vârstă într-o substanță neagră. Mirosul este imperceptibil și gustul nesemnificativ, fără nici o aromă.[4][5]
- Caracteristici microscopice: Sporii netezi sunt elipsoidali în formă de alună cu un por de germen neremarcabil, neamiloizi (nu se decolorează cu reactivi de iod), închis bruni și transparenți, având o mărime de 10-12 × 7-8 microni. Pulberea lor este brun-negricioasă. Basidiile pediculate cu 4 sterigme fiecare sunt clavate cilindric și măsoară  25-30 × 8-12 microni. Cistidele (celule sterile, de obicei izbitoare, situate în stratul himenal sau printre celulele din pielița pălăriei și a piciorului, probabil cu rol de excreție) sunt veziculos fusiforme. Cheilocistide (elemente sterile situate pe muchia lamelor) măsoară 35-85 x 15-50 microni, iar pleurocistidele (cistide situate în himenul de pe fețele lamelor) în număr mai mic 50-140 x 18-55 microni. Înainte ce pălăria se extinde, fiecare cistidă se ramifică complet într-un spațiu interlamelar, cu ambele capete atașate de branhii, ajutându-se împreună cu parafize fixate prin scoabe.[10][11]
- Reacții chimice: nu sunt cunoscute.[4][5]

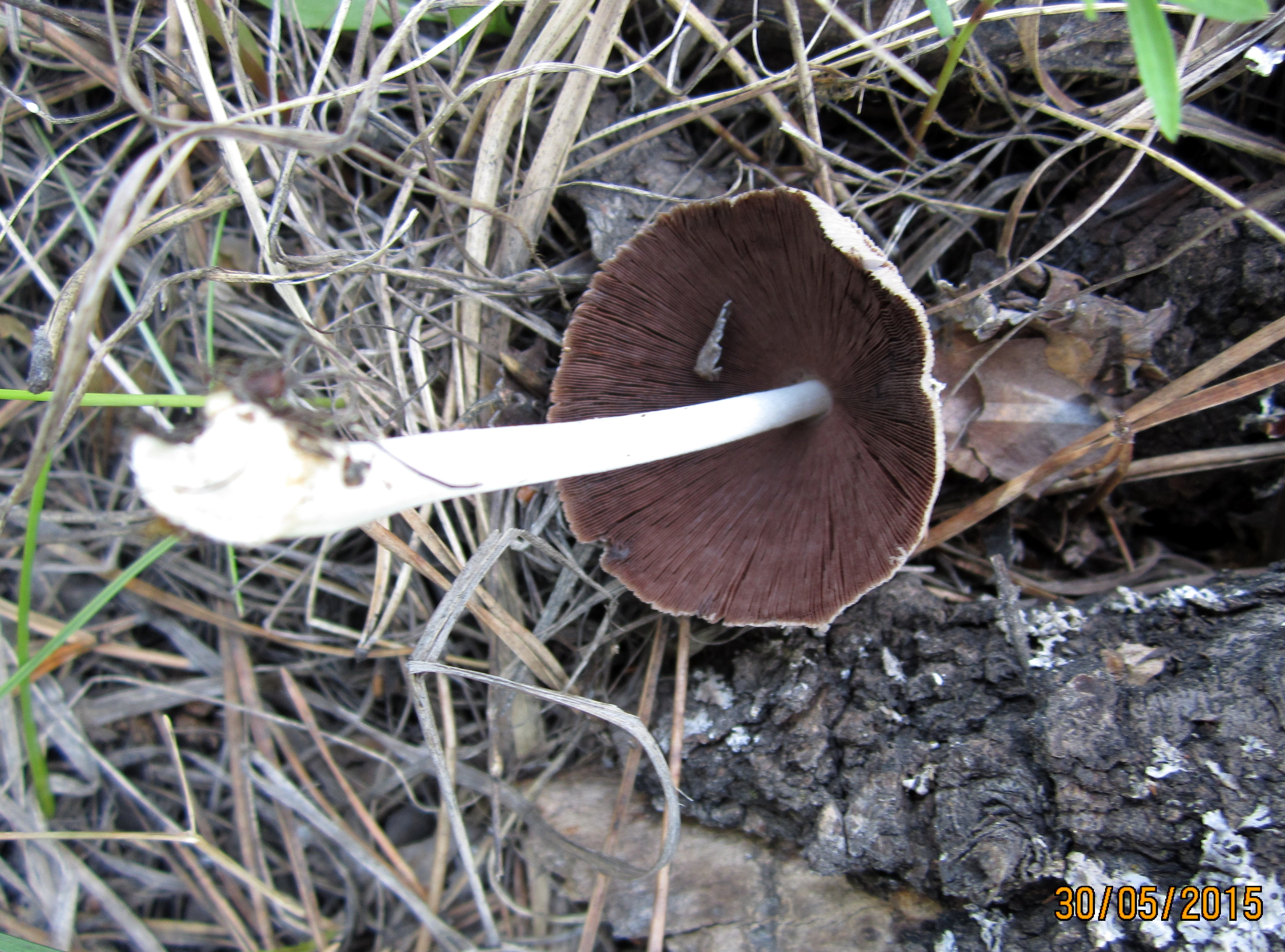
C. cinerea, lamele și picior
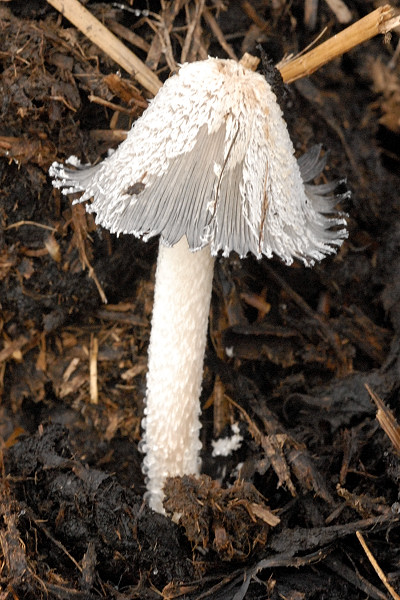
C. cinerea ceva mai tânără
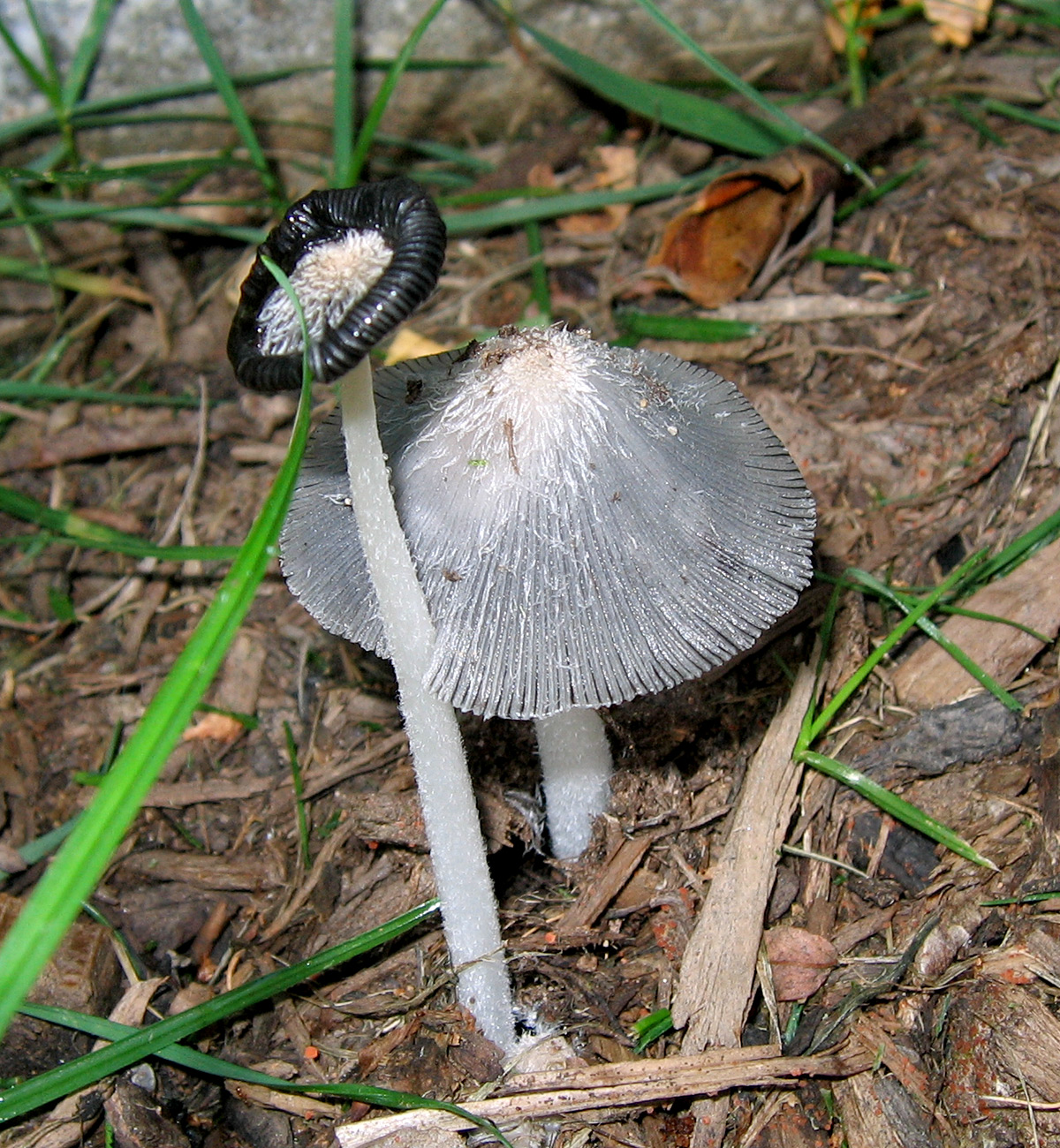
C. cinerea matură și bătrână

## Confuzii
Bureții broștești pot fi confundați cu alte specii ale genului mai mult sau mai puțin comestibile, dar parțial toxice în legătură cu consumul de alcool, ca de exemplu: Coprinellus bisporus, Coprinellus domesticusus, Coprinopsis acuminata, Coprinopsis alopecia, Coprinopsis jonesii, Coprinopsis lagopus, Coprinopsis nivea, Coprinopsis phlyctidospora, Coprinopsis romagnesiana, Coprinopsis variegata și Parasola plicatilis.

## Ciuperci asemănătoare în imagini

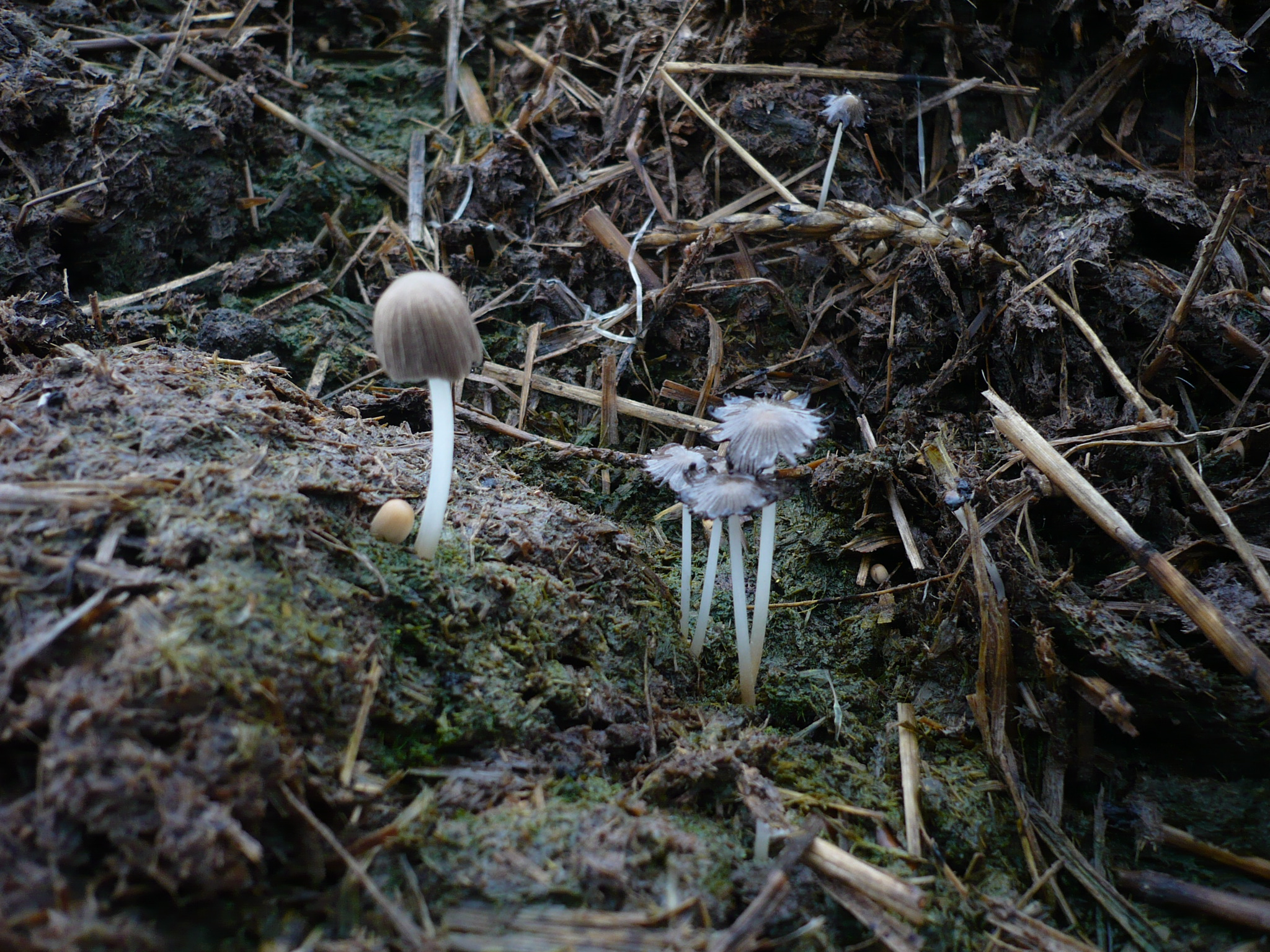
Coprinellus bisporus
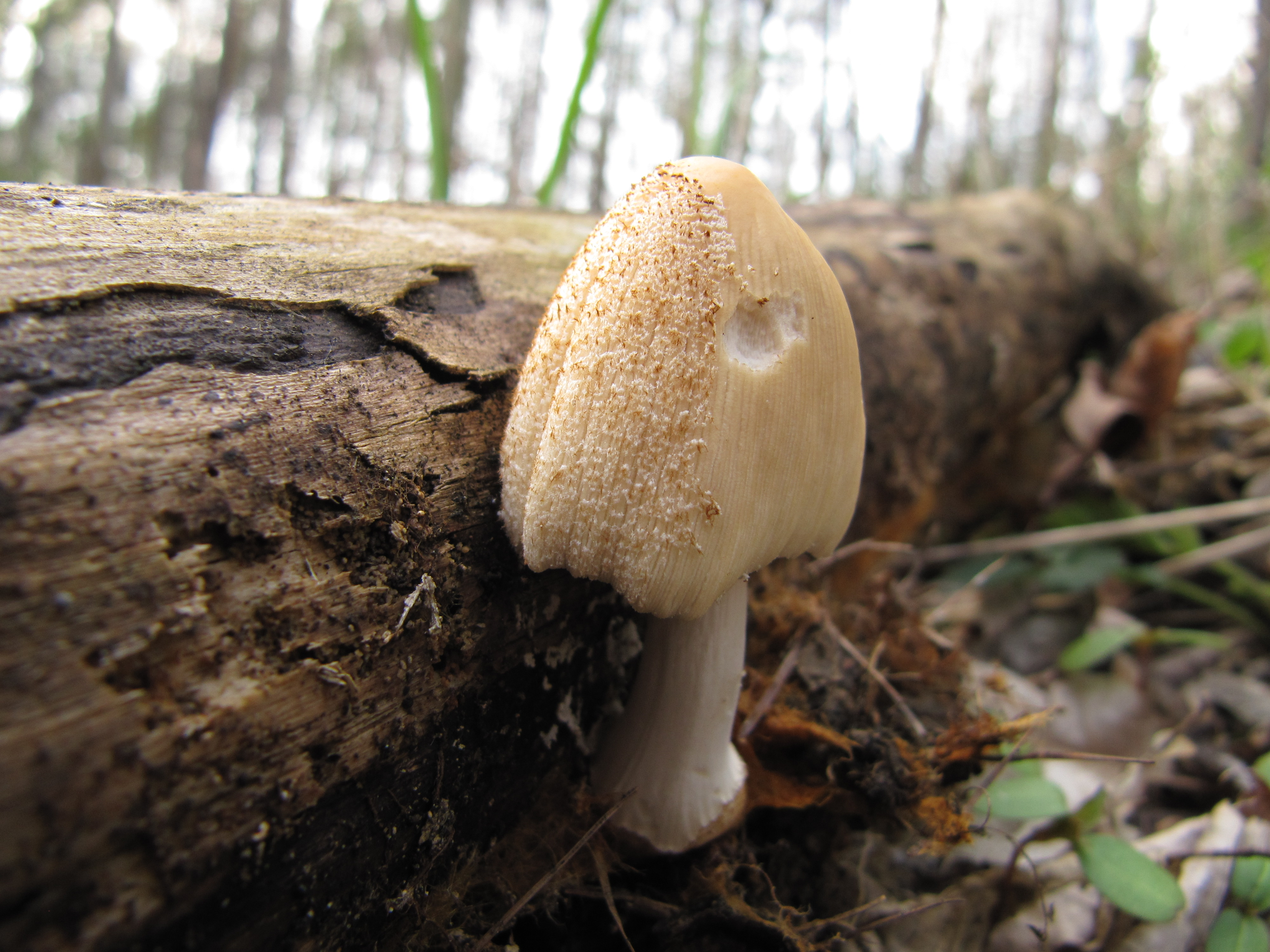
Coprinellus domesticus
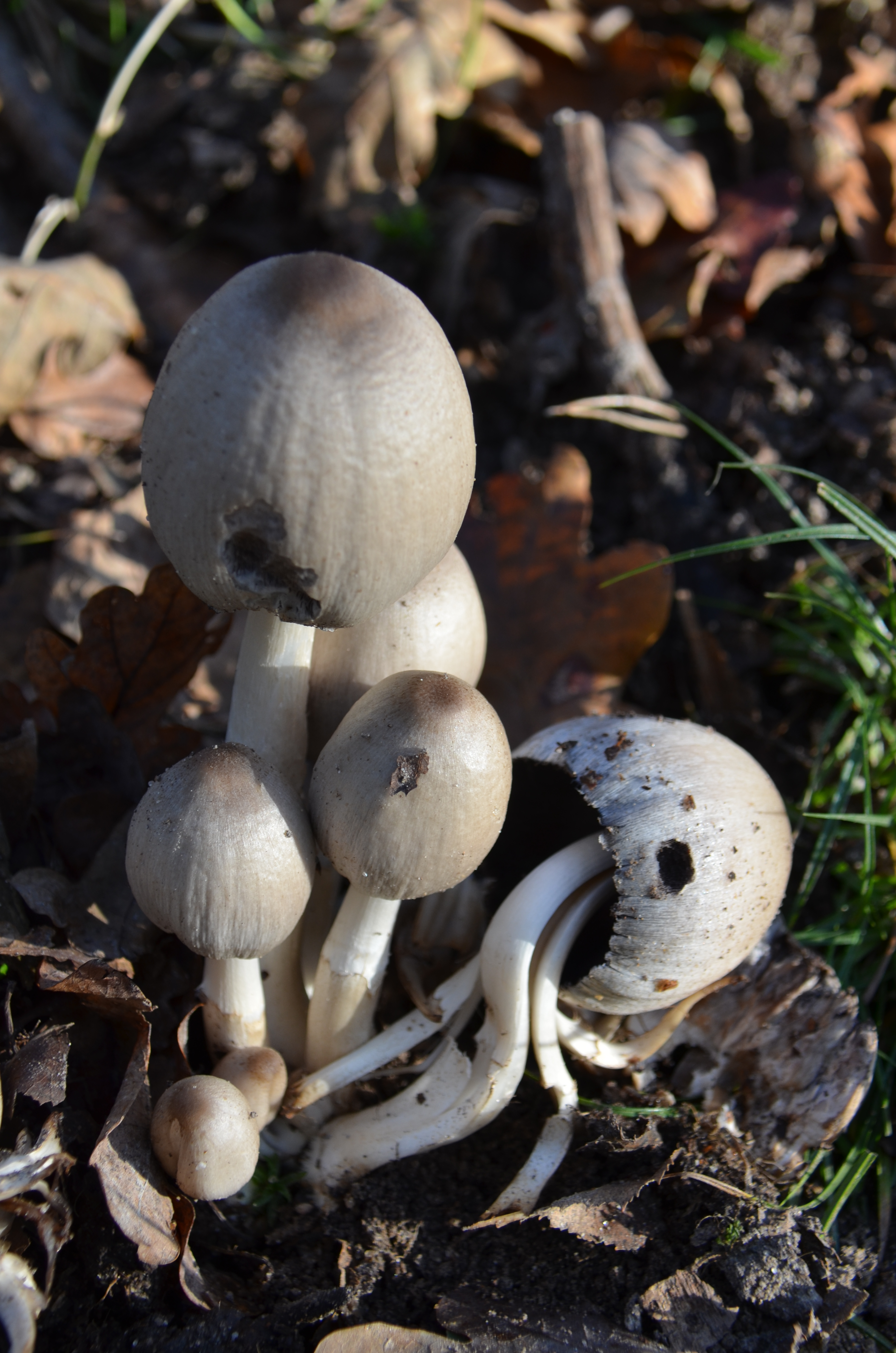
Coprinopsis acuminata
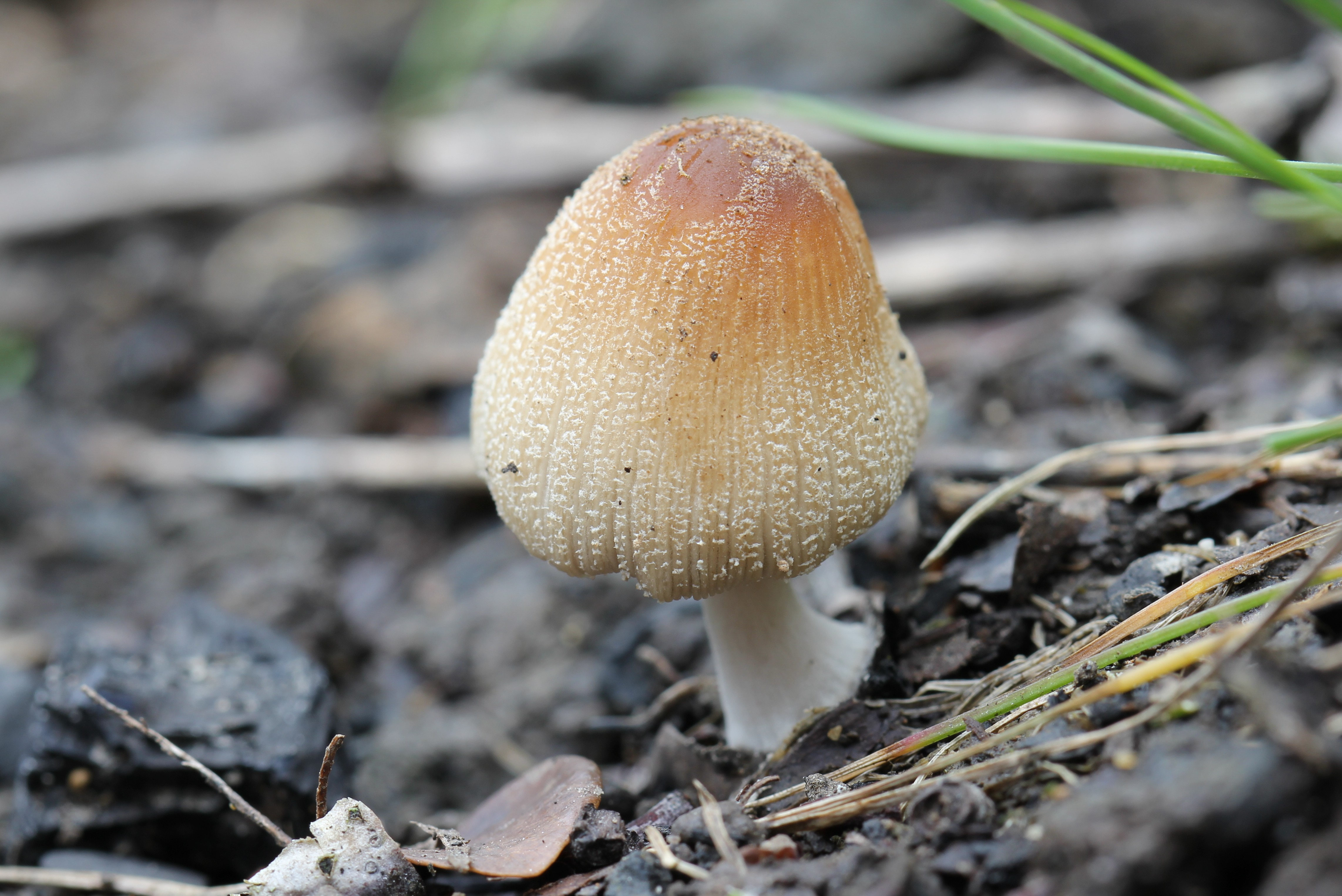
Coprinopsis jonesii
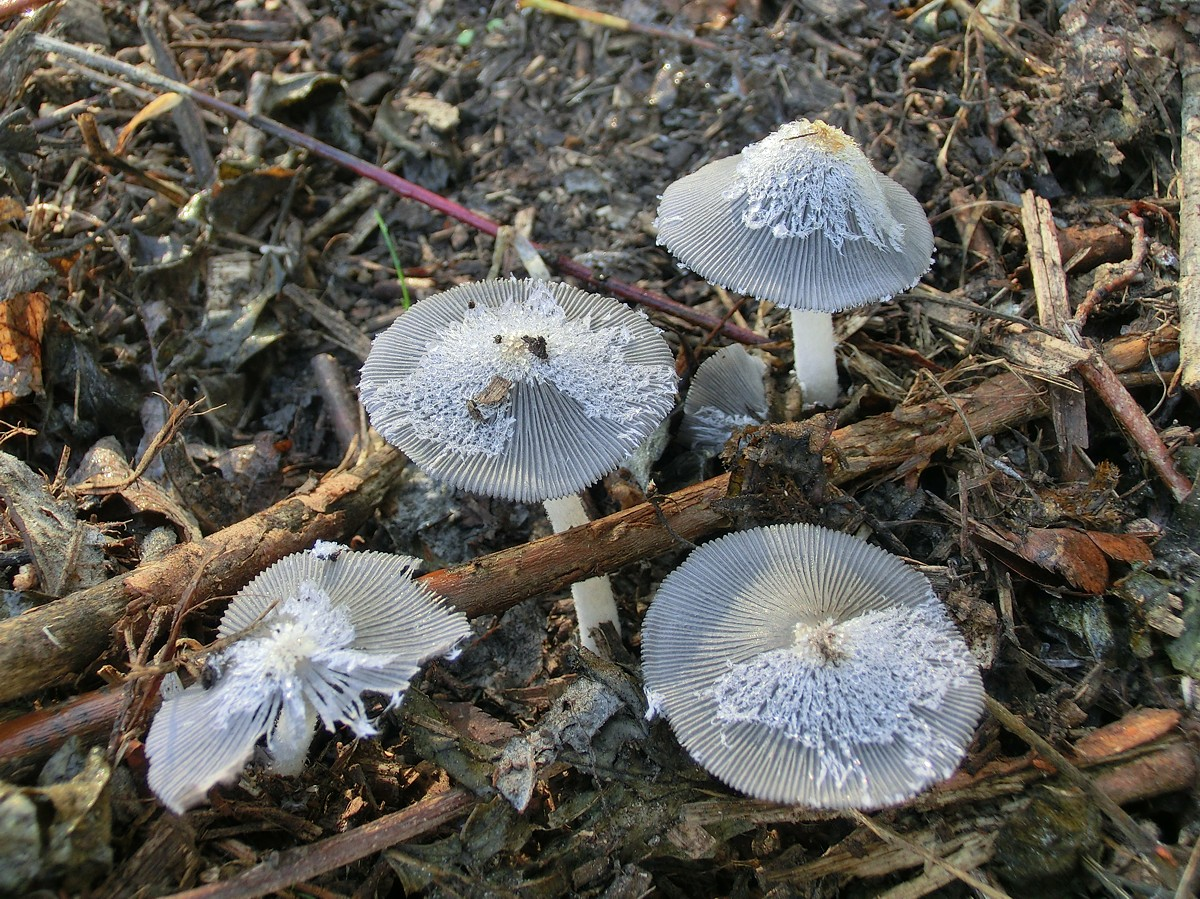
Coprinopsis lagopus
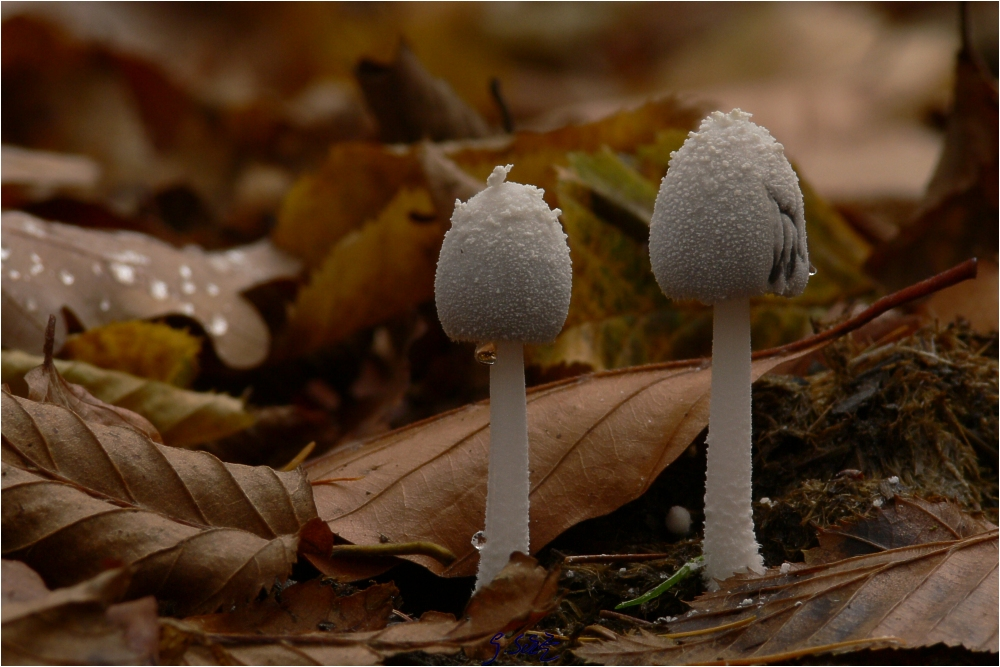
Coprinopsis nivea
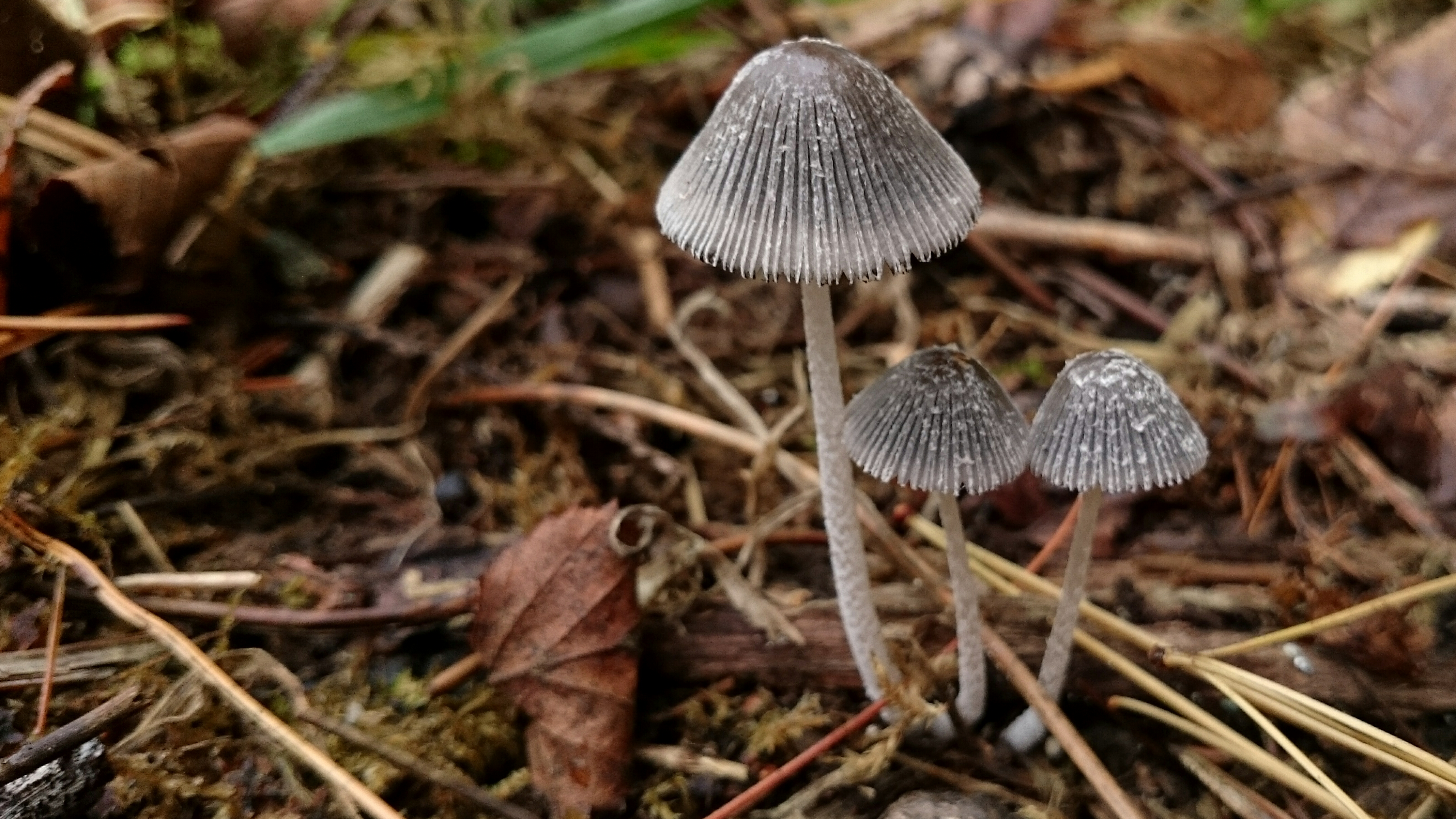
Coprinopsis phlyctidospora
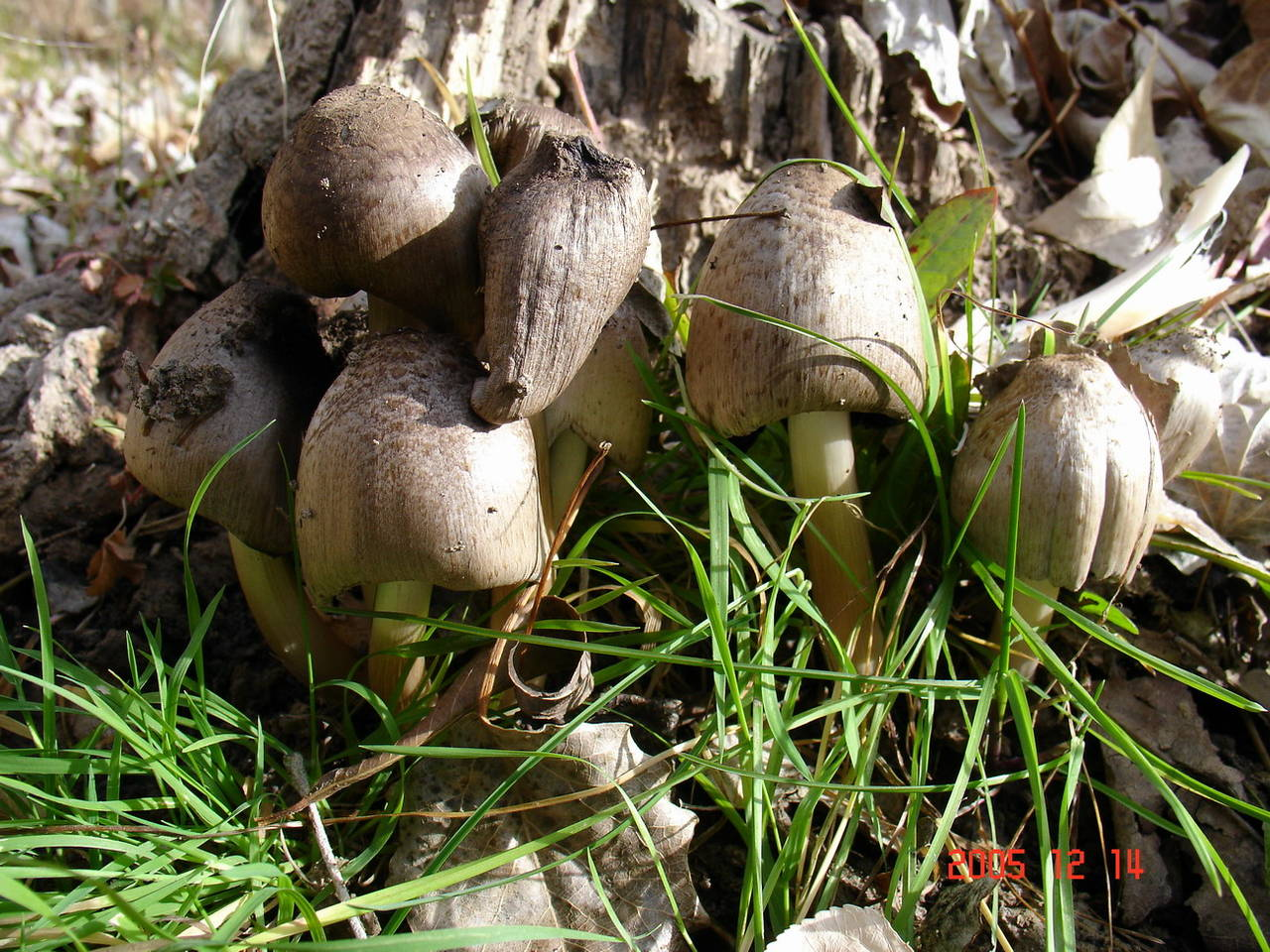
Coprinopsis romagnesiana
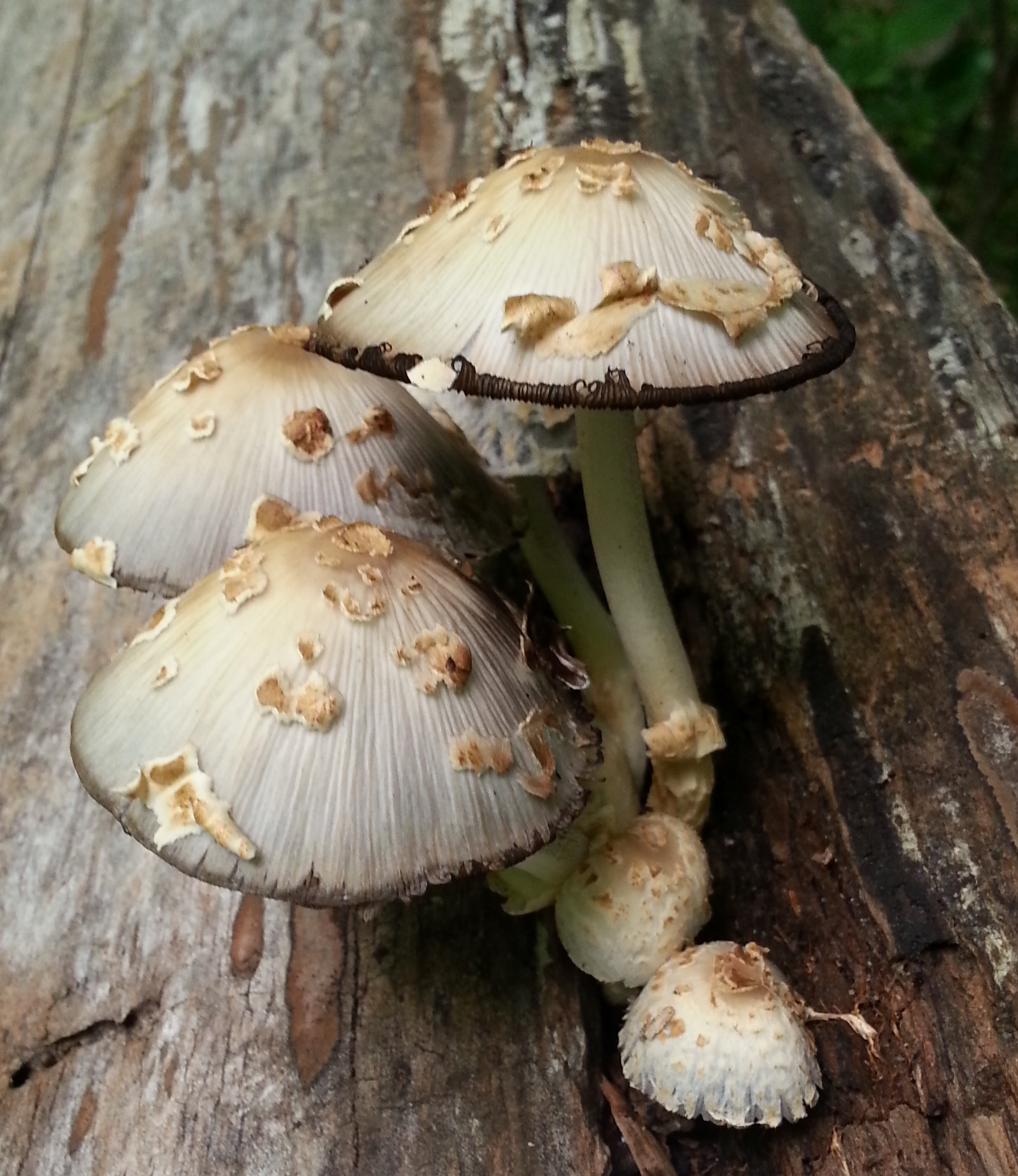
Coprinopsis variegata
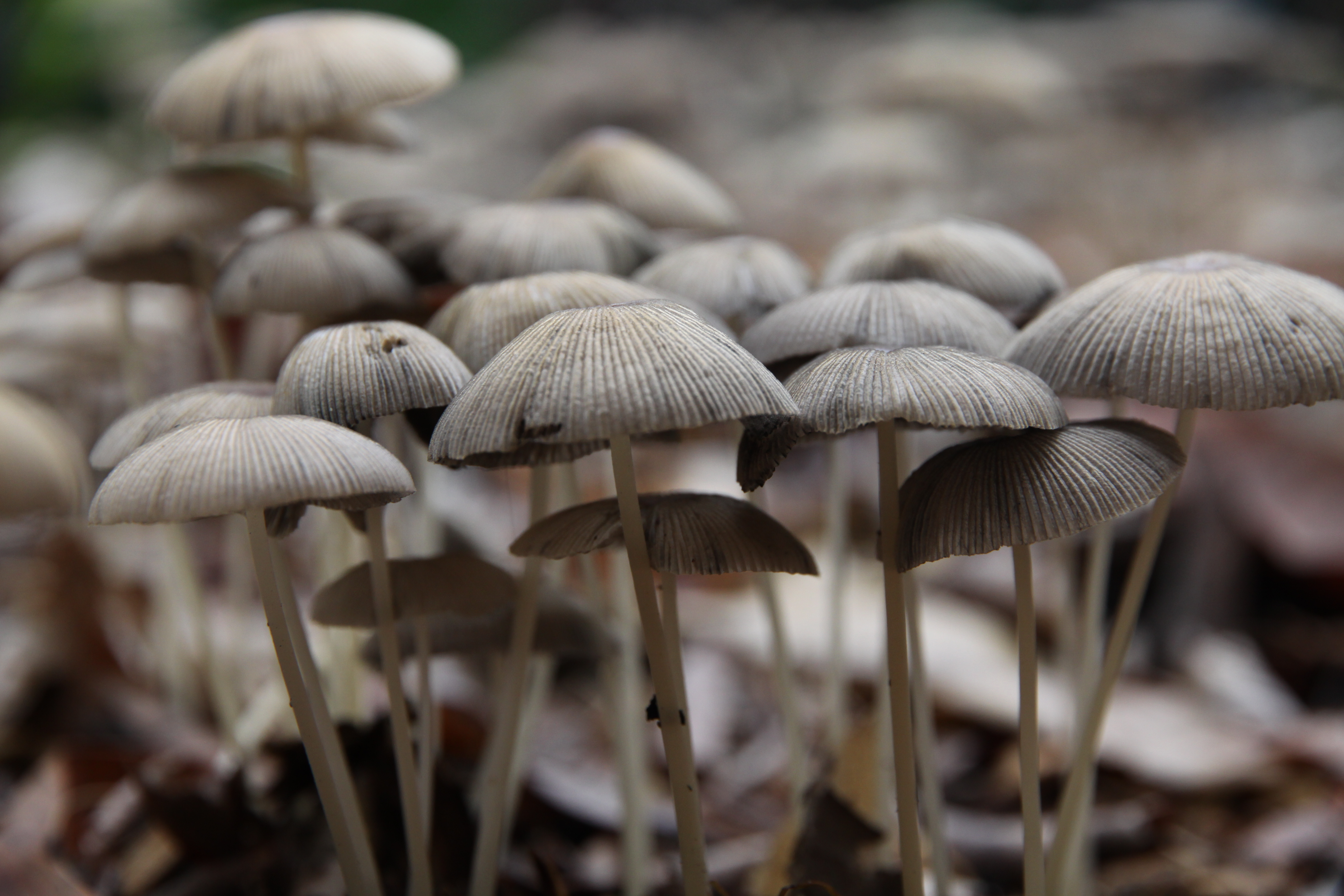
Parasola plicatilis

## Valorificare

### Comestibilitate
Burete broștesc nu este otrăvitor, dar de fapt necomestibil, cauzat pe de o parte caracteristicilor cărnii și a faptului, că nu este defel potrivit pentru transport, pe de alta pricinuită locurilor de dezvoltare (cele mai mari exemplare se găsesc pe și în gunoi). În plus, organismul poate provoca de asemenea infecții oportuniste (micoze) (vezi mai jos).
Deși nefolositor pentru bucătăria occidentală, și poate chiar primejdios, soiul este apreciat în Thailanda drept delicatesă.

### Coprinopsis cinerea în știință
Datorită dezvoltării pe bălegar, specia este ușor de cultivat. Acest fapt este un avantaj pentru studii și cercetări științifice.

#### Decriptarea genomului
În 2010, un grup internațional de cercetare cu participarea Universității din Göttingen a decodificat pentru prima dată genomul unei ciuperci comestibile, anume cel al speciei aici descrise. La Universitatea din Göttingen au existat două grupuri de lucru conduse de prof. dr. Ursula Kües și dr. Mario Stanke implicate în aceste cercetări. Programul de calculator Augustus a jucat un rol crucial în identificarea a aproximativ 13.300 de gene ale ciupercii și structura lor în ADN. Au fost analizate numeroasele gene de tip încrucișare a genomului, responsabile pentru coordonarea proceselor de dezvoltare sexuală. Unele dintre gene sunt responsabile pentru reglarea dezvoltării sexuale a ciupercii, inclusiv fructificării, altele pentru un sistem de semnalizare format din substanțe mesagere (feromoni) și receptorii acestora. Mai departe s-a dovedit că ciuperca dispune în jur de 12.000 de „genuri” sexuale diferite (așa-numitele tipuri de încrucișare), care permit reproducerea cu aproape toți ceilalți indivizi ai acestui gen. De asemenea unic în natură este faptul că procesele de fuziune celulară, diviziune celulară și formarea sporilor se desfășoară sincron în timpul reproducerii. Un semnal mic de lumină este suficient pentru a declanșa procesele în aproximativ 100 milioane de celule simultan și pentru a le rula practic peste noapte.

#### Efecte economice
În plus, rezultatele cercetării ar putea avea implicații pentru diverse sectoare economice. Această ciupercă are la dispoziție o familie de 34 de gene pentru formarea hidrofobinelor. Aceste proteine pot forma pelicule moleculare subțiri pe o suprafață, dintre care o parte este impermeabilă, în timp ce cealaltă parte atrage apă. În industria alimentară, de exemplu, hidrofobinele ar putea fi utilizate pentru stabilizarea spumelor, cum ar fi floarea unei bere proaspăt vinde vărsată, în medicamente, în cultivarea celulelor pe Teflon și în industria farmaceutică în producerea de suspensii pentru aportul oral de medicamente insolubile în apă. Un alt grup de gene identificate este responsabil pentru formarea diverselor enzime pentru descompunerea materialelor vegetale, cum sunt 17 de lacaze pentru degradarea lignocelulozei în pereții celulelor lemnoase. Lacazele (enzime „albastre” care conțin cupru) pot fi utile în special în procese biotehnologice (dezvoltate în continuare la „Institutul Büsgen” al universității Göttingen), de exemplu în degradarea fenolilor toxici, la fabricarea de produse chimice din lemn și la lipirea fibrelor în producția de panou pe bază de lemn.

#### Efecte medicinale
Se spune că această ciupercă are efecte antibiotice împotriva bacteriilor care provoacă intoxicații alimentare. În prezent sunt în curs de cercetare pentru a determina măsura în care pot fi produse medicamente din această ciupercă.
În 2014 a fost raportată o proteină produsă de Coprinopsis cinerea cu proprietăți antibiotice, cunoscută sub denumirea de copsină, o defensină fungică care acționează ca o polipeptidă anti-microbiană acționând împotriva bacteriilor Gram-pozitive, fiind o proteină foarte stabilă care, spre deosebire de majoritatea celorlalte, poate rezista la temperaturi ridicate de 100° C timp de câteva ore, precum și când este expusă unor enzime care distrug proteine. Are efecte similare ca alte derivate antibiotice non-proteice. Ambiția este, de a dezvolta un antibiotic pentru om și animale din această proteină. 
Dar, organismul poate provoca de asemenea infecții oportuniste (micoze) la pacienții slăbiți imun, cum ar fi cei care au suferit un transplant de celule stem hematopoietice sau sunt supuși altfel unui tratament de imunosupresie. Majoritatea cazurilor raportate au fost infecții respiratorii, dar s-au raportat și cazuri în care au fost implicate inima, pielea, creierul sau intestinul, infecțiile putând deveni în plus rapid sistemice. Infecția este cauzată de anamorfa asexuată a buretelui, asemănătoare mucegaiului, cunoscută sub numele de Hormographiella aspergillata.